# 水谷川陽子
水谷川 陽子（みやがわ ようこ、1964年11月2日 - ）は、日本のヴァイオリニスト。スイスのルガーノに居住。ヨーコ・ペイチ（Yoko Miyagawa Paetsch）名義でも活動する。

## 人物・来歴
作曲家の水谷川忠俊の長女として西ベルリンに生まれ、東京都大田区に育つ。桐朋学園大学音楽学部を経て、イェール大学音楽院に学んだ。1994年からOrchestra della Svizzera Italiana, チェレシオ・カルテット, アルコバレーノ・アンサンブルで活動。
1994年、アメリカ出身のチェリストのヨハン・セバスチャン・ペイチと結婚、夫との間に3子がいる。2011年より家族と共に弦楽五重奏でスイス・イタリア・ドイツ・フランスなどにおいて演奏活動を行っている。

### 家族・親族
チェリストの水谷川優子を妹に、指揮者の近衛秀麿を祖父に持つ。

## 学歴
- 桐朋学園子供のための音楽教室幼稚科・柿の木坂分室
- 東京都大田区大森独逸学園幼稚園
- 東京都大田区・小さき花の幼稚園
- 田園調布雙葉小学校
- 田園調布雙葉中学校
- 桐朋学園子供のための音楽教室仙川教室
- 桐朋女子高等学校音楽科
- 桐朋学園大学
- イェール大学大学院音楽学部修士課程修了

## 師事歴
3歳よりヴァイオリンを鷲見三郎に師事する。その後、小林健次、和波たかよし、ローランド・フェニベッシュ、安芸晶子、ヴィオラを江戸純子に、室内楽を東京クァルテットに師事した。